# Deborra-Lee Furness
Pour les articles homonymes, voir Furness (homonymie).
Deborra-Lee Furness est une actrice, réalisatrice et productrice australienne née le 30 novembre 1955.

## Biographie
Née à Sydney en Australie, Deborra-Lee a grandi à Melbourne, elle est diplômée de l'American Academy of Dramatic Arts de New York. Elle rencontre l'acteur Hugh Jackman en 1995 lorsqu'ils travaillent ensemble sur la série australienne Correlli. Ils se marient en février 1996, par la suite, ils adoptent deux enfants: Oscar Maximilian Jackman (né le 15 mai 2000) et Ava Eliot Jackman (née le 10 juillet 2005). Elle se sépare de Hugh Jackman en septembre 2023,.

## Prix et nominations
En 1991, elle reçoit la Coquille d'argent de la meilleure actrice au Festival de Saint-Sébastien en compagnie de Noni Hazlehurst, Helen Jones (en) et Fiona Press pour le film Waiting.
En 2000, elle est nommée aux Australian Film Institute Awards dans la catégorie Meilleure actrice comme artiste invitée dans un drame télévisé (Best Performance by an Actress in a Guest Role in a Television Drama).
En 2006, elle est de nouveau nommée, cette fois comme Meilleure actrice de soutien, pour son rôle dans Jindabyne, aux Australian Film Institute Awards et aux Film Critics Circle of Australia Awards, qu'elle gagnera.

## Filmographie partielle

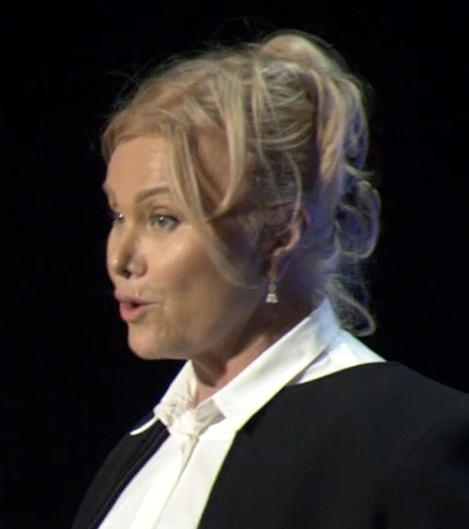
Deborra-Lee Furness en 2018.

- 1979 : Prisoner Cell Block H : Connie
- 1985 : Les Voisins (télévision) : Linda
- 1985 : The Flying Doctors : Fran
- 1990 : L'Enfer bleu (The Last of the Finest) de John Mackenzie
- 1991 : Homo faber : Ivy
- 1991 : Waiting : Diane
- 1992 : Newsies : Esther Jacobs
- 1993 : Singapore Sling (télévision) : Annie
- 1993 : Stark (télévision) : Chrissie
- 1994 : Halifax f.p: The Feeding (télévision) : Brigit Grant
- 1995 : Fire : Dolores Kennedy
- 1995 : Angel Baby : Louise Goodman
- 1995 : Correlli (télévision) : Louisa Correlli
- 1998 : The Real Macaw : Beth Girdis
- 2000 : SeaChange (épisode Hungi Jury) : Vicki Drury
- 2006 : Jindabyne : Jude
- 2008 : Sleepwalking : Donni
- 2008 : Beautiful : Madame Thomson
- 2024 : Sauvage : Canicule 2 (Force of Nature: The Dry 2) de Robert Connolly : Jill Bailey